# Max Baucus
Max Baucus Sieben (Helena (Montana), 11 de dezembro de 1941) é um político, diplomata e advogado norte-americano, o mais antigo senador de Montana e o 5º senador mais antigo dos Estados Unidos, Baucus é membro do Partido Democrata. Foi embaixador na China de 20 de março de 2014 a 16 de janeiro de 2017.